# Вайсенберг, Алексис
Алексис Вайсенберг (нем. Alexis Weissenberg, полное имя Алексис Сигизмунд Вайсенберг, в юности выступал как Зиги Вайсенберг; 26 июля 1929[…], София — 8 января 2012[…], Лугано, Тичино) — французский пианист еврейского происхождения, родом из Болгарии. Народный артист НРБ

## Биография
Начал заниматься музыкой дома в трёхлетнем возрасте; две тёти и дядя Вайсенберга окончили фортепианное отделение Венской консерватории. С детских лет учился у крупнейшего болгарского композитора и педагога Панчо Владигерова; в 10 лет дал первый сольный концерт, состоявший из произведений Баха, Бетховена, Шумана, Владигерова и исполненного на бис собственного этюда.
Во время Второй мировой войны был задержан вместе с матерью при попытке по поддельным документам покинуть Болгарию (по мере развития военных действий преследования еврейского населения стран-союзниц Германии усиливались) и интернирован. Как пишет сам Вайсенберг,

Удача — отвратительный просчёт, иногда творящий крошечные чудеса. Нашей нежданной порцией удачи оказался музыкальный инструмент — милейший старый аккордеон. Немецкий офицер обожал Шуберта. Он позволял мне играть ближе к вечеру и время от времени являлся и слушал. Помню, как он садился в углу, в полном одиночестве, с каменным лицом безо всякого выражения — и вдруг вставал и выходил так же внезапно, как появлялся. 

И этот же самый офицер в один сумасбродный день поспешно забрал нас, доставил на вокзал, запихнул в поезд наши пожитки, буквально через окно закинул аккордеон и исчез, по-немецки сказав моей матери: «Будьте счастливы».
Полчаса спустя поезд пересек границу. Паспорта у нас никто не спросил.

Через Стамбул и Бейрут Вайсенберг попал в Хайфу, где перед войной обосновалась одна из сестёр его матери, игравшая на рояле в припортовом баре. Год спустя Вайсенберг возобновил обучение музыке в Иерусалиме, ещё через год отправился в концертное турне по Северной Африке, по возвращении из которого Лео Кестенберг подписал с 14-летним музыкантом контракт на три сезона выступлений с Палестинским филармоническим оркестром; в ходе одного из этих концертов оркестром дирижировал Леонард Бернстайн. В 1946 году Вайсенберг покинул Палестину и отправился в Нью-Йорк с рекомендательными письмами от Кестенберга к Владимиру Горовицу и Артуру Шнабелю.
В Нью-Йорке Вайсенберг поступил в Джульярдскую школу в класс Ольги Самарофф (занимался также в классе музыкального анализа Винсента Персикетти) и в 1947 г. выиграл Конкурс пианистов имени Левентритта. В том же году Вайсенберг выступил с Филадельфийским оркестром под управлением Джорджа Селла, исполнив Третий концерт Сергея Рахманинова.
В 1956 переехал во Францию, получил французское гражданство. Затем, однако, карьера молодого виртуоза перестала удовлетворять Вайсенберга, и он в 1957 г. почти на десять лет отказался от концертной деятельности, вернувшись на сцену только в 1966 году, когда Герберт фон Караян открыл первым фортепианным концертом Чайковского в исполнении Вайсенберга сезон Берлинского филармонического оркестра. В дальнейшем записал с Караяном пять фортепианных концертов Людвига ван Бетховена; среди других выдающихся записей Вайсенберга — произведения Фридерика Шопена, Иоганнеса Брамса, Сергея Рахманинова.
Умер в Лугано 8 января 2012 года после продолжительной болезни.